# 단순회귀분석
회귀분석이 연속형 변수들에 대해 독립 변수와 종속 변수 사이의 상관관계를 나타내는 것이라면, 단순 회귀 분석은 독립 변수가 단일개일 때의 분석을 의미한다. 

기본적인 회귀모형은, {\displaystyle y_{i}=\beta _{0}+\beta _{1}X_{i}+e_{i}}이다. 여기서 추정 회귀식을 구하면, {\displaystyle y_{i}^{*}=\beta _{0}^{*}+\beta _{1}^{*}X_{i}}이다.

## 전제
- 독립변수는 연속형이어야한다.
- 종속변수는 연속형이어야 한다.
- 오차항은 정규분포를 가진다.
- 오차항은 등분산을 가진다.
- 오차항은 독립적이다.
- 오차항은 특이치가 존재하지 않는다.

## 회귀 계수의 추정
회귀 계수를 추정하는 방법은 크게 최소제곱법(최소자승법)과 최대우도추정법 두 가지가 있다.
최소 제곱법은 {\displaystyle \sum _{i=1}^{N}(e_{i})^{2}=\sum _{i=1}^{N}(y_{i}-(\beta _{0}+\beta _{1}X_{i}))^{2}} 식을 각각 {\displaystyle \beta _{1}} 과 {\displaystyle \beta _{0}} 로 각각 편미분하여 0과 같다고 놓는다.
그러면 

{\displaystyle \sum y_{i}=n\beta _{0}^{*}+\beta _{1}^{*}\sum x_{i}} 

{\displaystyle \sum x_{i}y_{i}=\beta _{0}^{*}\sum x_{i}+\beta _{1}^{*}\sum x_{i}^{2}} 의 식이 나타난다.
이를 정리하면 

{\displaystyle \beta _{0}^{*}=E(y)-\beta _{1}^{*}E(x)} 

{\displaystyle \beta _{1}^{*}={\sum _{i=1}^{n}(x_{i}-E(x))(y_{i}-(E(y)) \over \sum _{i=1}^{n}(x_{i}-E(x))^{2}}} 로 나타난다.
이 회귀계수들은 Best linear unbiased estimators로
1. 선형성을 갖는다.
2. 불편추정량이다.
3. 최소 분산성을 갖는다.

## 회귀 모형의 적합 판정
회귀 모형이 적합한지 아닌지를 판단하는 방법에는 여러 가지 방법이 있다.
먼저 회귀 계수들의 t검정 값을 통해 회귀 계수들이 유의미한 값을 갖는지 살펴보는 방법이 있다.
그리고 결정계수 {\displaystyle r^{2}} 와 ESS(error sum of square)를 살펴보는 방법이 있다.

## 같이 보기
- 회귀 분석